# Lista de circuitos de Gran Turismo 5
Esta é a lista de circuitos do jogo Gran Turismo 5.

## World Circuits
- Fuji Speedway
  - Fuji Speedway F
  - Fuji Speedway GT

- Suzuka Circuit
  - Suzuka Circuit
  - Suzuka Circuit East Course

- Daytona International Speedway
  - Daytona Superspeedway
  - Daytona Road Course

- Tsukuba Circuit
  - Tsukuba Circuit

- Circuit de la Sarthe

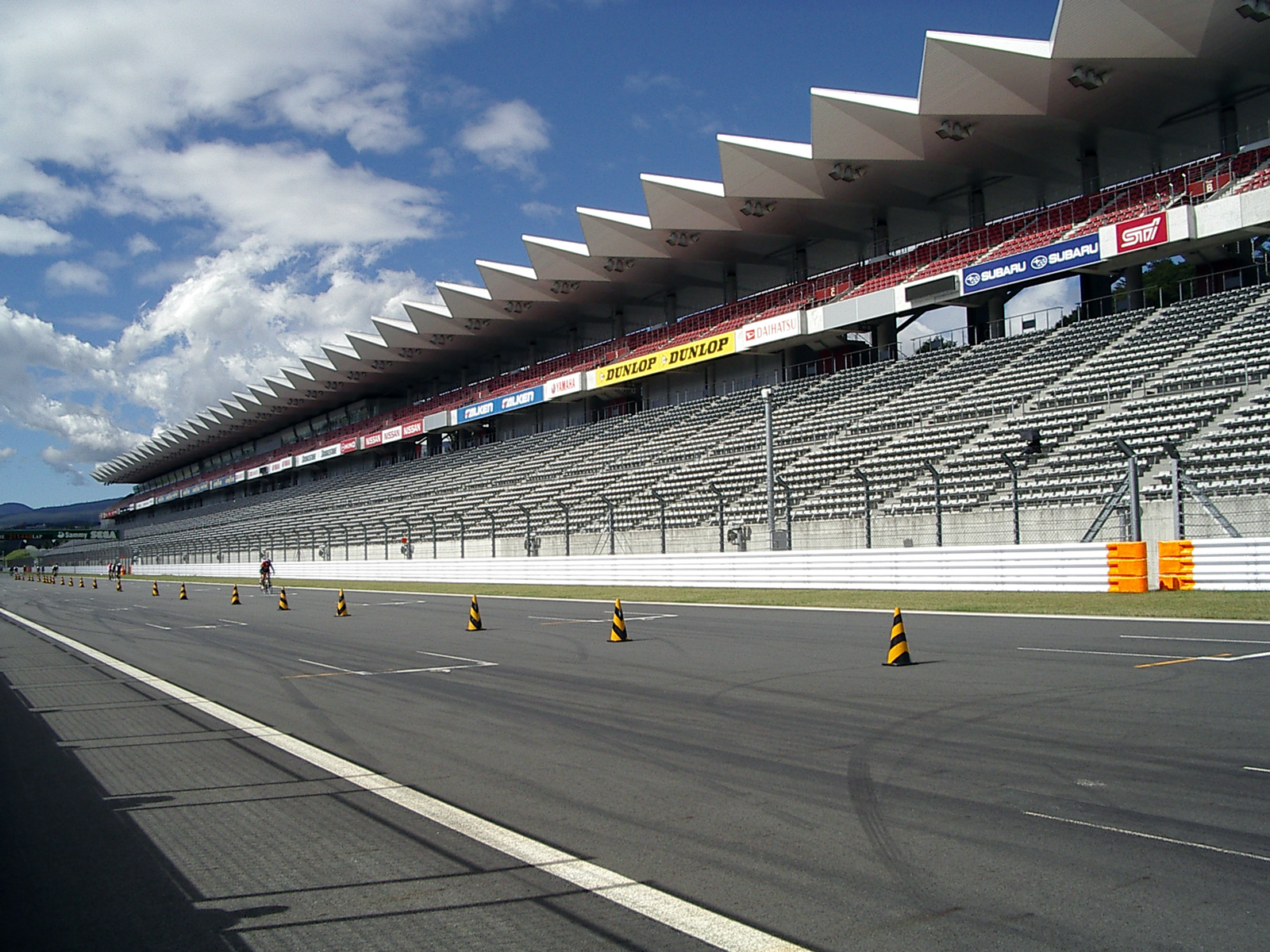
Reta de Fuji Speedway.

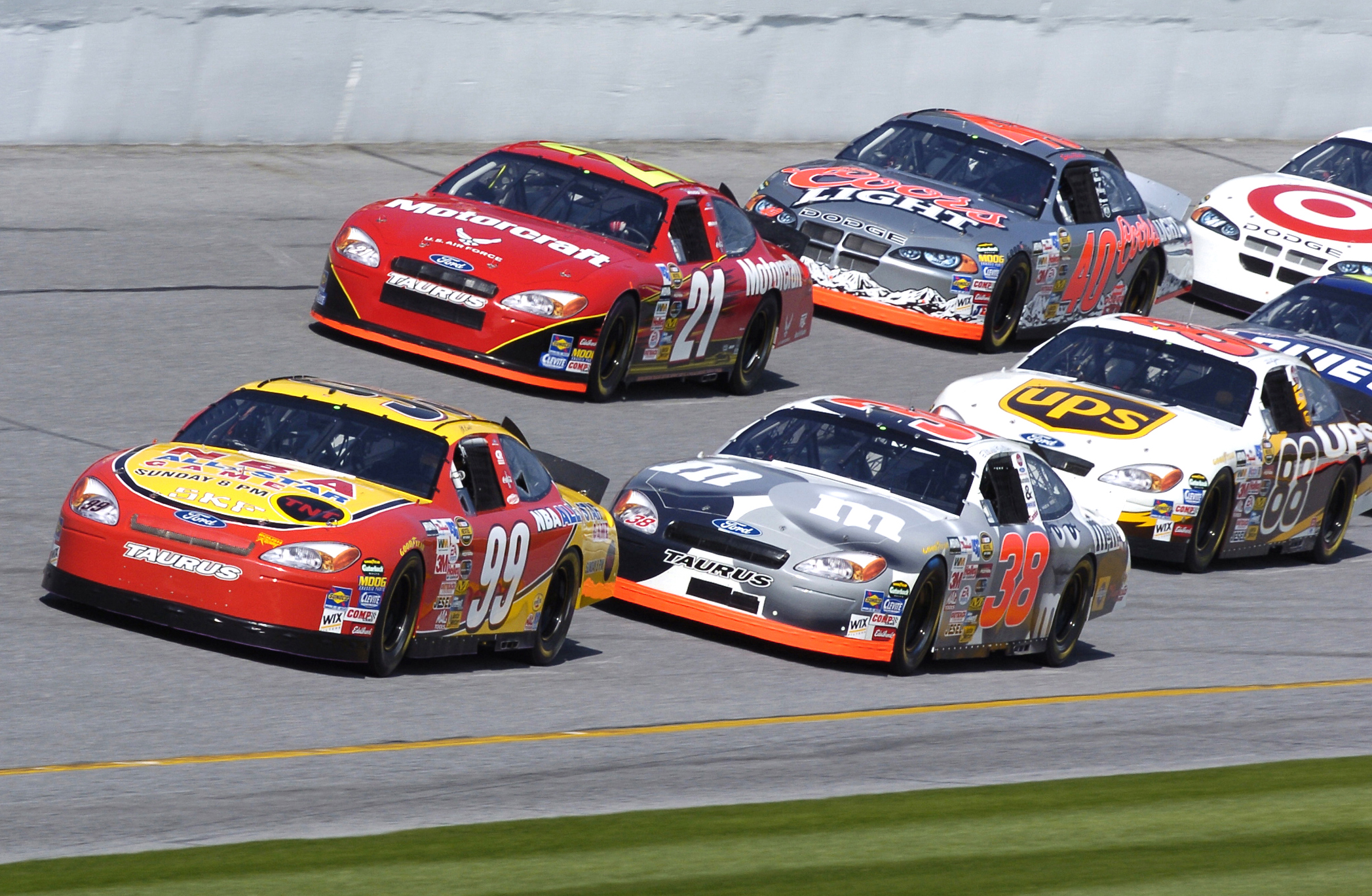
NASCAR no Daytona International Speedway.

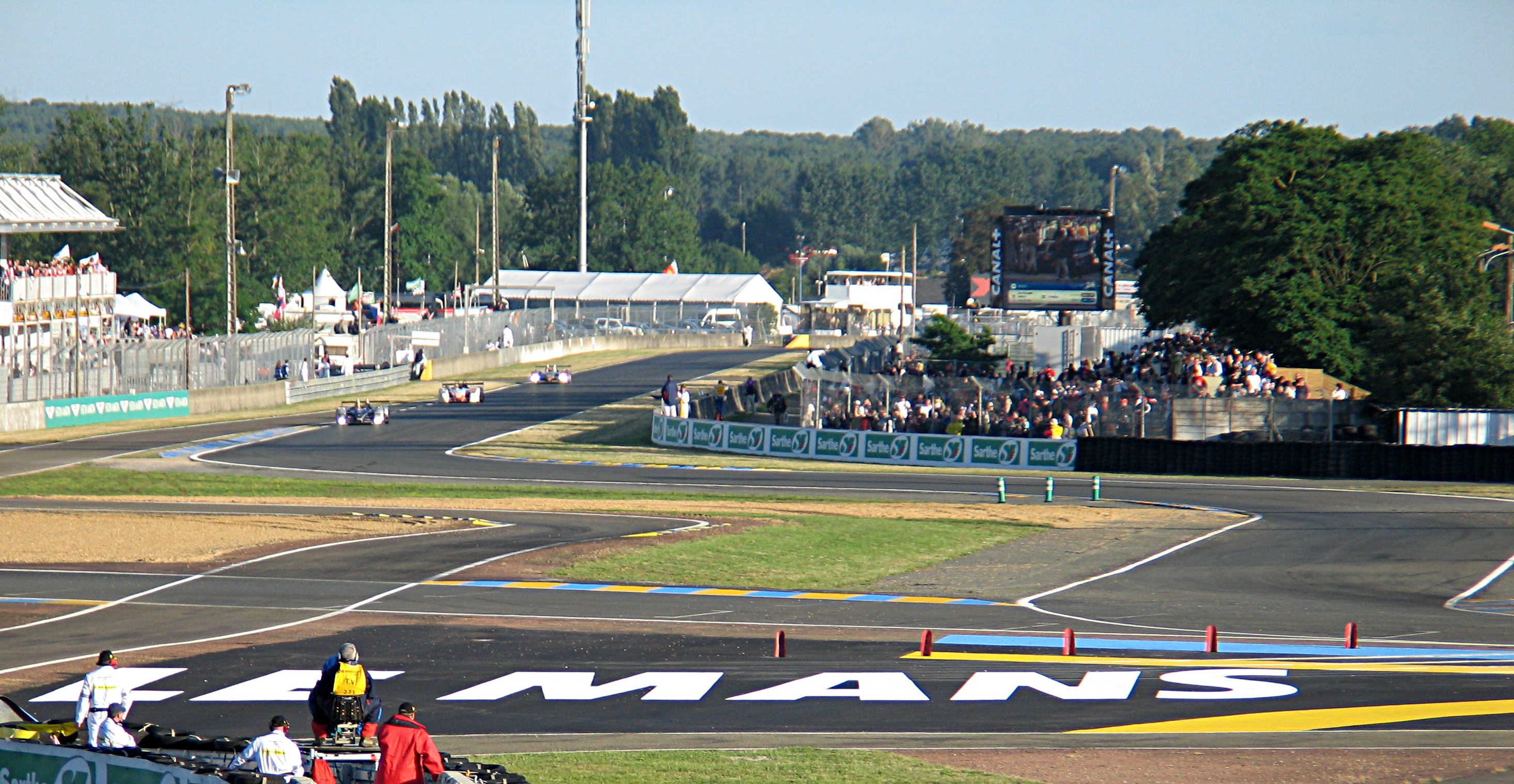
Circuit de la Sarthe.

  - Circuit de la Sarthe 2009 (hora e climas variáveis)
  - Circuit de la Sarthe 2009 (sem chicane)
  - Circuit de la Sarthe 2005
  - Circuit de la Sarthe 2005 (sem chicane}

- Nürburgring
  - Nürburgring Nordschleife (hora variável)
  - Nürburgring GP/F
  - Nürburgring GP/D
  - Nürburgring 24h (hora/clima variáveis)
  - Nürburgring tipo V

- Indianapolis Motor Speedway
  - Indianapolis Superspeedway
  - Indianapolis Road Course

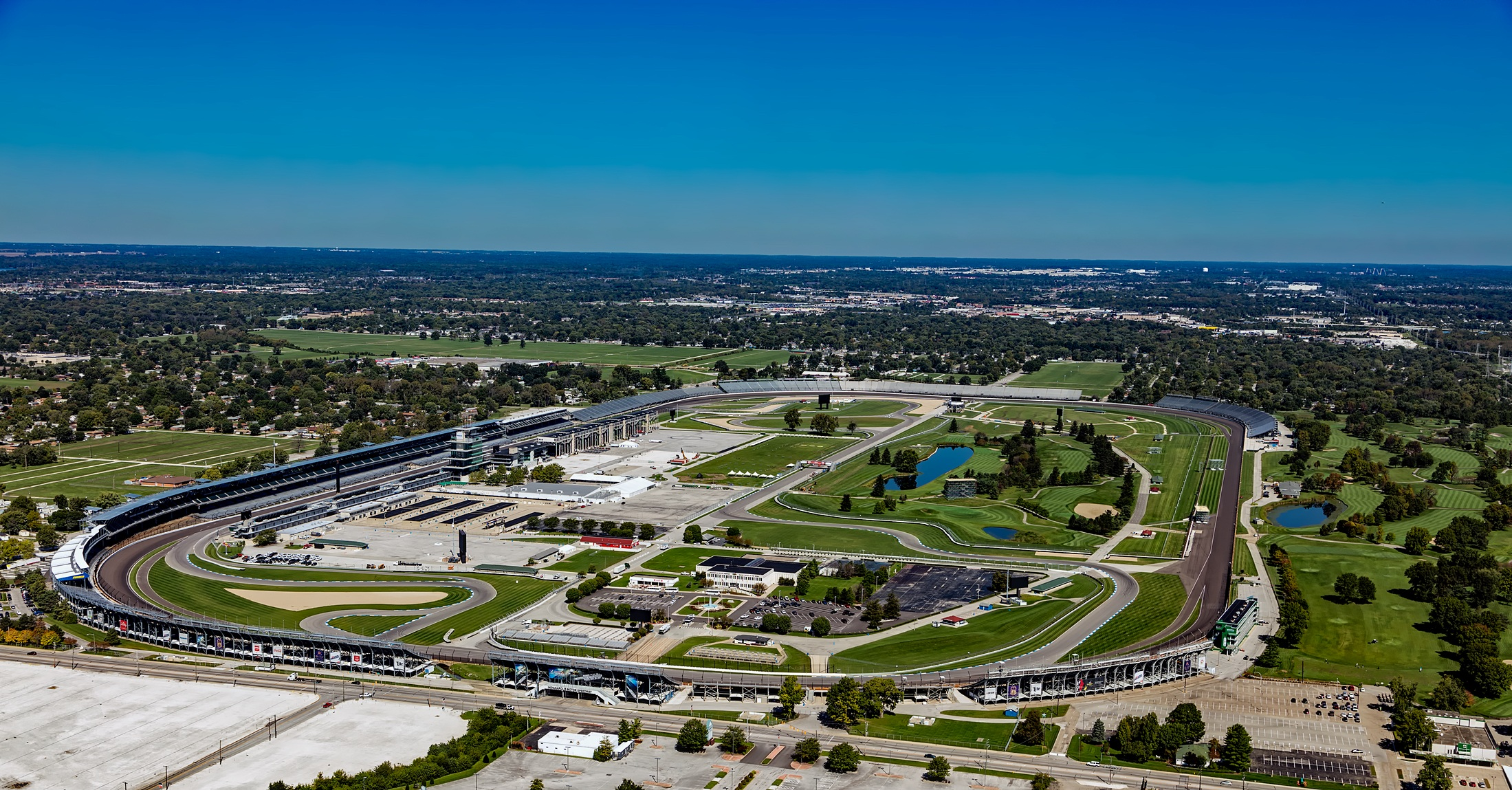
Indianapolis Motor Speedway.

- Autodromo Nazionale Monza

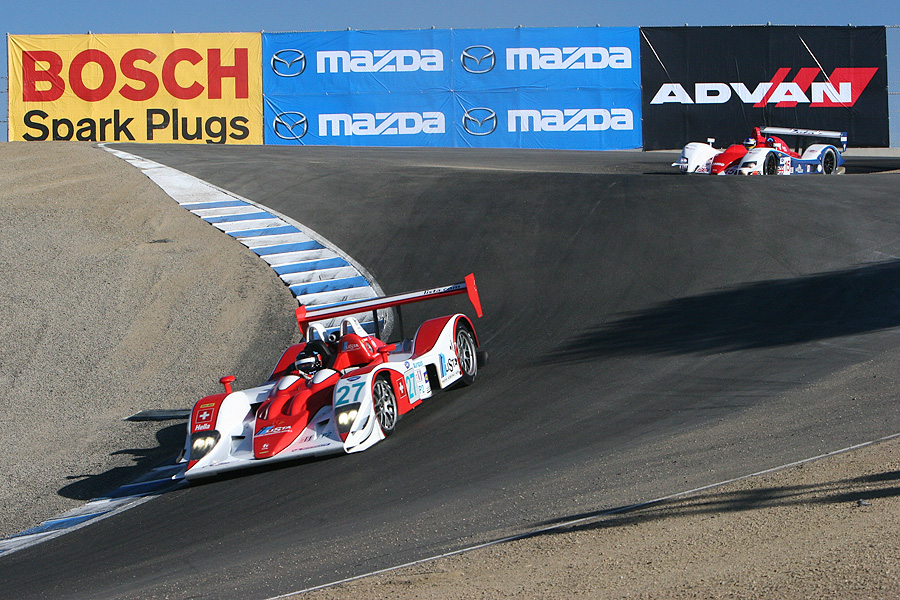
Laguna Seca Raceway.

  - Autodromo Nazionale Monza
  - Autodromo Nazionale Monza (clima variável)

- The Top Gear Test Track
  - The Top Gear Test Track

- Mazda Raceway Laguna Seca
  - Mazda Raceway Laguna Seca

## Originais
- High Speed Ring
  - High Speed Ring (com chuva)
  - High Speed Ring (sentido contrário)

- Cape Ring
  - Cape Ring
  - Cape Ring Inside
  - Cape Ring North
  - Cape Ring Periphery
  - Cape Ring South

- Autumn Ring
  - Autumn Ring
  - Autumn Ring (sentido contrário)
  - Autumn Ring Mini
  - Autumn Ring Mini (sentido contrário)

- Deep Forest Raceway
  - Deep Forest Raceway
  - Deep Forest Raceway (sentido contrário)

- Grand Valley Speedway
  - Grand Valley Speedway
  - Grand Valley Speedway (sentido contrário)
  - Grand Valley East
  - Grand Valley East (sentido contrário)

- Eiger Nordwand Track
  - Eiger Nordwand Short Track (clima variável)
  - Eiger Nordwand Short Track (sentido contrário)

- Trial Mountain Circuit
  - Trial Mountain Circuit
  - Trial Mountain Circuit (sentido contrário)

## Tokyo R246
- Tokyo R246
- Tokyo R246 (sentido contrário)

## Special Stage Route 5
- Special Stage Route 5 (à noite)
- Special Stage Route 5 (à noite e sentido contrário)

## Clubman Stage Route 5
- Clubman Stage Route 5 (à noite)
- Clubman Stage Route 5 (à noite e sentido contrário)

## Special Stage Route 7
- Special Stage Route 7 (à noite)
- Special Stage Route 7 (à noite e com chuva)

## London
- London
- London (sentido contrário)

## Rome
- Rome
- Rome (sentido contrário)

## Circuito de Madrid
- Circuito de Madrid
- Circuito de Madrid (sentido contrário)
- Circuito de Madrid Mini
- Circuito de Madrid Mini (sentido contrário)

## Côte d'Azur
- Côte d'Azur

## Eiger Nordwand
- Eiger Nordwand Track K Trail
- Eiger Nordwand Track K Trail (sentido contrário)
- Eiger Nordwand Track G Trail
- Eiger Nordwand Track G Trail (sentido contrário)
- Eiger Nordwand Track W Trail
- Eiger Nordwand Track W Trail (sentido contrário)

## Toscana
- Toscana
- Toscana (sentido contrário)

## Chamonix
- Chamonix Original
- Chamonix Este
- Chamonix Oeste
- Chamonix Mini

## Spa-Francorchamps
- Spa-Francorchamps
- Spa-Francorchamps (sentido contrário)

## Special Stage Route X
- Special Stage Route X